# Iakov Djougachvili
Pour les articles homonymes, voir Djougachvili.
Iakov Iossifovitch Djougachvili (géorgien : იაკობ ჯუღაშვილი, russe : Яков Иосифович Джугашвили) (18 mars 1907 - 14 avril 1943) est l'un des trois enfants de Joseph Staline, avec Svetlana Allilouïeva et Vassili Djougachvili. Il est le fils de la première femme de Staline, Ekaterina Svanidzé.

## Biographie
Iakov naît dans le village de Borji (près de Koutaïssi) en Géorgie, qui fait alors partie de l'Empire russe. Jusqu'à quatorze ans, il est élevé par sa tante à Tbilissi (sa mère étant décédée et son père, Joseph Staline, toujours absent). En 1921, son oncle, Alexander Svanidzé, lui conseille d'aller à Moscou pour y faire des études supérieures. Iakov ne parle alors que le géorgien et c'est après être arrivé à Moscou qu'il commence à apprendre le russe, pour faire des études universitaires.
Iakov et son père Staline ne s'entendirent jamais. En effet, Staline était constamment exaspéré par la lenteur et le manque d'assurance de « Yacha », auquel il ne montrait que rarement son affection : lui envoyant un jour un livre, il l’accompagna du message « Yacha, lis de suite ce livre. J. Staline ».
La belle-mère de Iakov, Nadejda Allilouieva, raconta qu'elle avait vu un jour la jeune fille avec qui Iakov s'était fiancé s'enfuir en larmes de leur datcha de Moscou. Quand Nadejda entra, elle vit Iakov, qui venait d'annoncer ses fiançailles à son père, si désespéré qu'il était sur le point de se trouver mal. Subitement, Iakov courut vers sa chambre à coucher et l'on y entendit un coup de feu : il avait essayé de se tuer en se tirant une balle dans la poitrine. Mais il tremblait tant, à la suite de sa dispute téléphonique avec son père, que la balle ne l’avait qu’éraflé. Pendant que Nadejda s'occupait de soigner son beau-fils et qu'elle faisait venir un médecin, Staline, qui n'éprouvait aucune compassion devant ce « chantage », se contenta de dire : « Il ne peut rien faire correctement. Dire qu'il n'a même pas pu viser juste, je ne peux rien avoir en commun avec lui. »
En 1935, Iakov se marie avec Ioulia Meltzer et a deux enfants, : 
- Evgueni Djougachvili (1936-2016), qui a donné beaucoup d'interviews pour parler de son grand-père ;
- Galina Djougachvili (1938-2007)[6],[7].

Iakov sert dans l'Armée rouge pendant la Seconde Guerre mondiale comme lieutenant de régiment d'artillerie dans la 14e division de tanks. Il est capturé par la Wehrmacht entre la Pologne et l'Ukraine le 16 juillet 1941. Il fut enfermé en isolement comme prisonnier de choix avec le fils de Léon Blum, le capitaine Robert Blum, à l'Oflag X-C Lübeck. Les Allemands proposent à l'URSS de l'échanger contre Friedrich Paulus, feld-maréchal allemand capturé par l'Armée rouge à Stalingrad. Staline refuse en prétextant que l'on n'échange pas un maréchal (Paulus) contre un lieutenant (son fils),,.
Les circonstances de la mort de Iakov restent obscures. Selon l'historien britannique John Erickson, il se serait suicidé en apprenant la nouvelle du massacre de Katyń, à la prison (Zellenbau) du camp de Sachsenhausen, où il était détenu. Officiellement, les Allemands déclarèrent qu'il était mort en touchant une clôture électrique, en voulant s'échapper ; d'autres laissèrent entendre qu'il avait été assassiné sur ordre d'Hitler, à la suite de l'échec de l'échange contre Paulus. Quoi qu’il en soit, cette façon de mourir fut considérée par Staline comme une mort moins lâche que le suicide et il modéra légèrement ses critiques. 
L'historien Édouard Calic (1910-2003) donne une autre version de sa mort : Himmler redoutait qu'en cas de révolte dans le camp où il se trouvait, les insurgés soviétiques le mettent à leur tête. Ne voulant pas ordonner lui-même la mort du fils de Staline, Hitler donna carte blanche aux services de Himmler. Iakov Djougachvili fut appelé pour sa promenade quotidienne dans la cour du Zellenbau. Au moment où il longeait le mur, le SS qui le surveillait lui tira deux balles dans la nuque et jeta aussitôt le corps sur les barbelés électrifiés. Pour camoufler l'assassinat, on convoqua une commission de la R.S.N.A., qui déclara que la preuve était faite que c'était en voulant s'évader que le prisonnier avait été abattu. Comme des prisonniers de marque doutaient de la tentative d'évasion du fils de Staline, sautant par-dessus un mur et des barbelés, les SS affirmèrent qu'il s'agissait d'un suicide.
Dans L’Insoutenable Légèreté de l’Être  (sixième partie, chapitre 2), Milan Kundera affirme que Iakov était entré en conflit avec des officiers britanniques car il ne voulait pas laver les latrines communes. Il demanda l’arbitrage du commandant allemand du camp qui ne voulait pas s’en occuper. Humilié, Iakov s’élança vers les barbelés électrifiés.
Comme de nombreux prisonniers de guerre soviétiques morts dans des camps de prisonniers, le fils de Staline sera enterré dans une fosse, sans traitement de faveur, avec d'autres prisonniers de guerre, dont des Soviétiques. Lors de l'arrivée de l'Armée rouge, en avril 1945, au camp de Sachsenhausen, des recherches seront effectuées en vain pour retrouver le corps. Staline décidera de ne pas aller plus loin dans la recherche du corps de son fils, et il considérera désormais qu'il repose avec ses frères d'armes, qui sont donc considérés comme des héros soviétiques de la Grande Guerre patriotique contre les Allemands.

## Dans la littérature
Dans L'Insoutenable Légèreté de l'être, Milan Kundera associe la mort de Iakov à un différend avec ses codétenus anglais sur le souillage des latrines par ses excréments : contraint par ceux-ci à les nettoyer, il n'obtient pas gain de cause auprès du commandant de camp et se suicide. Estimant que « mourir pour de la merde n'est pas une mort dénuée de sens », Kundera en conclut que « la mort du fils de Staline a été la seule mort métaphysique au milieu de l'universelle idiotie de la guerre ».